# Cornflake Girl
 (février 2022).
Si vous disposez d'ouvrages ou d'articles de référence ou si vous connaissez des sites web de qualité traitant du thème abordé ici, merci de compléter l'article en donnant les références utiles à sa vérifiabilité et en les liant à la section « Notes et références ».

Cornflake Girl est une chanson de la chanteuse et pianiste américaine Tori Amos, extraite de son deuxième album studio, Under the Pink. Il sort en janvier 1994 au Royaume-Uni sur le label East West Records tandis qu'en Amérique du Nord, il est édité en mai de cette même année par Atlantic Records. C'est le premier single issu de l'album Under the Pink.

## Inspiration
L'inspiration pour "Cornflake Girl" est venue d'une conversation que Tori Amos avait avec un ami de longue date sur les mutilations génitales féminines en Afrique, en particulier sur la façon dont un membre féminin proche de la famille trahirait la victime en exécutant la procédure. Amos a dit qu'en grandissant, le nom qu'ils donnaient aux filles qui vous feraient du mal malgré une amitié étroite avec les victimes.
La référence aux corn flakes et aux raisins secs provient de leur distribution dans une boîte de céréales pour petit-déjeuner, ce qui implique que les "raisin girls" sont beaucoup plus difficiles à trouver que les "cornflake girls". Tori a parlé dans des interviews d'être surnommée avec désinvolture "la fille aux cornflakes" en raison du titre de la chanson qui lui est appliqué, alors qu'elle se considère comme une "fille aux raisins secs". De plus, elle déclare spécifiquement dans la première ligne de la chanson: "Never was a cornflake girl." Atlantic a sorti une série de boîtes Corn Flakes avec des photos de Tori  dessus pour promouvoir le single, qui sont maintenant des objets de collection.
Tori est apparue dans une publicité filmée en 1984 pour Kellogg's Just Right , réalisée avant sa renommée généralisée. Just Right comprend des flocons de maïs, des raisins secs et des dattes, mais la chanson et les céréales ne sont pas liées.
Le terme "cornflake girl" apparaît également dans les paroles de la chanson de Billy Bragg "Body of Water" sur son album de 1991 Don't Try This at Home avec la phrase "Oh, to Become a pearl / In the wordy world of the cornflake girl".

## Sortie
Deux singles "Cornflake Girl" séparés sont sortis au Royaume-Uni. Le premier, sorti le 10 janvier 1994, contient trois faces B originales : "Sister Janet", "All the Girls Hate Her" et "Over It"; les deux derniers faisant partie d'une suite pour piano. Le second, sorti le 17 janvier 1994, était un CD photo en édition limitée logé dans un digipak, contenant des reprises des chansons "A Case of You" de Joni Mitchell, "If 6 Was 9" de Jimi Hendrix et "Strange Fruit " de Billie Holiday. Le premier CD single a été répliqué pour la sortie allemande et australasienne, et ses faces B ont été réutilisées pour les sorties américaines de "God" et "Cornflake Girl". À part "A Case of You" apparaissant sur une compilation de CD promotionnels américains et une édition limitée de 2 CD en tournée australienne de "Under the Pink", les trois versions de couverture du single britannique limité "Cornflake Girl" ne sont pas sorties sur aucun autre titre à ce jour, et ne sont pas disponibles à l'achat via les détaillants numériques. À ce titre, ce CD reste un objet de collection.

## Réception
Ned Raggett d' AllMusic a décrit la chanson "contemporaine" comme "un numéro au rythme de la valse avec un sifflement énervant et un crochet vocal bégayant."  Larry Flick de Billboard l'a noté comme un "single plein d'entrain et au piano". Il a ajouté : "Comme toujours, Amos tisse des paroles qui vous poussent à penser aussi bien qu'à fredonner" et "cela pourrait être le grand succès qu'Amos attendait." Troy J. Augusto de Cash Box a écrit : "Plus douloureux confessionnal d'Amos, un auteur-compositeur-interprète doué qui a le don de faire de la douleur de l'enfance un fourrage parfait dans le top 40. Rappelant les débuts de Kate Bush, ce morceau se tournera d'abord vers la radio alternative et universitaire pour être accepté, avec des médias rock qui, espérons-le, répondront également. , un peu déprimant pour les stations à succès, mais néanmoins une sortie importante et émouvante." Un critique de Music & Media a déclaré: "Amos n'est pas une conservatrice musicale; elle est aussi progressiste et stimulante que possible. Mais encore une fois, cette Cornflake girl n'aurait pas été ce qu'elle est sans avoir mangé des céréales de Kate Bush."  John Kilgo de The Network Forty l'a appelé "la marque Tori Amos des paroles à la cadence populaire."  Mark Frith de Smash Hits lui a donné deux sur cinq, le décrivant comme un "air mélancolique qui ne va nulle part." Keeley Bolger a commenté dans le livre de 2010, 1001 chansons que vous devez entendre avant de mourir, que cela "pourrait sembler déprimant entre de mauvaises mains, mais le charme d'Amos évoque une chanson qui est aussi d'un autre monde que son sujet. Les cascades de piano, les percussions douces et le chœur fantomatique le distinguent du rythme de la Britpop et du post-grunge dominant les charts transatlantiques à l'époque." 
La chanson a atteint la quatrième place du UK Singles Chart et a été le succès international le plus réussi d'Amos à l'époque. Le single a atteint un sommet dans le top 10 en Irlande et en Islande, et dans le top 20 en Australie. Il a été placé au numéro 35 sur le sondage 1994 Hottest 100 de la station de radio australienne Triple J et classé dans The 500 Greatest Songs Since You Were Born du magazine Blender au numéro 433. 

## Clip musical
Deux vidéoclips différents ont été produits pour "Cornflake Girl". La version britannique a été réalisée par Big TV!, deux réalisateurs britanniques. Amos a dit que c'était basé sur Le Magicien d'Oz, sauf que Dorothy allait plutôt en enfer. Amos a déclaré qu'elle voulait qu'il y ait "deux expressions visuelles différentes" de la chanson. La vidéo américaine montre Amos conduisant un camion rempli de femmes dans un désert américain typique.

## Reprises
La chanson a été reprise par le groupe post-hardcore Jawbox en tant que chanson cachée sur leur album éponyme de 1996, ainsi que par le groupe Tapping the Vein sur l'album hommage de Tori Amos, Songs of a Goddess. En 2007, après qu'Amos ait dû se retirer d'une apparition dans l'émission de comédie australienne The Sideshow, le trio de comédie musicale Tripod a interprété la chanson à sa place.
Le 25 mars 2010, la musicienne électronique britannique Imogen Heap a repris la chanson en direct en Australie. La performance a été réalisée à la demande du gagnant d'une vente aux enchères caritative en ligne qui a payé environ 4 000 $ US pour gagner l'article "VIP Experience Meet Imogen Heap + A Song Just For You".
Le 19 septembre 2018, le groupe britannique Florence + The Machine a sorti sa version de cette chanson, exclusivement pour Spotify.
Une reprise interprétée par Jeff Russo et Noah Hawley a été utilisée pour la bande originale de la saison 2 de la série télévisée Legion.

## Crédits
Les crédits sont adaptés du livret de l'album Under the Pink de Tori Amos.
Studios :
- Enregistré à The Fishhouse (Nouveau-Mexique, États-Unis)
- Mixé aux Olympic Studios (Londres, Angleterre)
- Masterisé à Gateway Mastering (Portland, Maine, US)

## Musiciens
- Tori Amos - Chant, synthétiseur, piano, production
- Merry Clayton - chœurs
- Steve Clayton - guitare, mandoline
- George Porter Jr. - basse
- Carlo Nuccio – batterie
- Paulinho da Costa - percussions

## Production
- Eric Rosse - production, enregistrement (guitares, autres instruments), programmation
- John Beverly Jones - enregistrement (chant, piano, percussions)
- Paul McKenna – enregistrement (basse, batterie)
- Kevin Killen – mixage
- Bob Ludwig – master